# 特里蒙特鎮區 (伊利諾伊州塔茲韋爾縣)
特里蒙特鎮區（英語：Tremont Township）是位於美國伊利諾伊州塔茲韋爾縣的一個行政鎮區。

## 地方資料
根據2010年美國人口普查的數據，特里蒙特鎮區的面積為90.80平方千米，當中陸地面積為90.50平方千米，而水域面積為0.30平方千米。當地共有人口2563人，而人口密度為每平方千米28.23人。